# Instituto Arqueológico Alemán de Madrid
El Instituto Arqueológico Alemán de Madrid (en alemán Deutsches Archäologisches Institut Madrid) es la delegación para la península ibérica del Instituto Arqueológico Alemán, una institución científica con sede central en Berlín y dependiente del Ministerio de Asuntos Exteriores (Auswärtiges Amt) de Alemania. Su presencia en España se remonta al año 1943.

## Historia
A pesar de los difíciles tiempos que siguieron a la Guerra Civil Española, y en plena Segunda Guerra Mundial, el arqueólogo especializado en la Edad Media temprana, Helmut Schlunk, que por entonces contaba apenas treinta años de edad, consiguió fundar una pequeña biblioteca arqueológica accesible para sus colegas.
Schlunk consiguió alojarla en el entonces llamado Instituto Cultural Alemán, donde podía estar abierta al público. Sin embargo, poco antes del fin de la Segunda Guerra Mundial se cerraron todos los departamentos internacionales del DAI, y la recientemente fundada sede madrileña tuvo que cerrarse de forma abrupta. La biblioteca quedó al amparo de la comisión de control de las fuerzas aliadas.
El instituto abrió de nuevo sus puertas el 2 de marzo de 1954. Helmut Schlunk fue nombrado director. La fuerte personalidad y probidad científica de Helmut Schlunk fueron determinantes para la amplia actividad del Departamento y para su reconocimiento en los países que visitaba. El amplio espectro de investigación, que comprende desde los orígenes de la humanidad hasta la Edad Media islámica, fue también respaldado por los directores siguientes, Wilhelm Grünhagen, Hermanfrid Schubart y Thilo Ulbert, en una línea de trabajo que se prolonga hasta nuestros días bajo la dirección de Dirce Marzoli.
La dependencia en Lisboa, fundada en 1971, se tuvo que cerrar en 1999 por razones económicas. La biblioteca pasó como préstamo indefinido al Instituto de Gestão do Patrimonio Arquitectónico e Arqueológico en Lisboa.
Desde 1954, el Instituto madrileño tiene su sede en El Viso, en dos edificios erigidos en 1933/1934 siguiendo el estilo de la Bauhaus. Ambos son propiedad del estado alemán. Uno sirve como casa de invitados y alberga el laboratorio fotográfico. En el otro están los despachos, la biblioteca y la fototeca. En 2004, el 50 aniversario del Departamento se celebró por todo lo alto. El plato fuerte de las celebraciones fue la exposición realizada en el Museo de San Isidro, que contó con el patrocinio de la Embajada Alemana en Madrid.
El DAI tiene su sede central en Berlín, así como varias comisiones y departamentos tanto en Alemania como en el extranjero. Realiza excavaciones e investigaciones arqueológicas y promueve relaciones con toda la comunidad científica internacional. También edita una revista propia de arqueología, la Madrider Mitteilungen.

## Biblioteca
La trayectoria de esta biblioteca comienza en 1943 cuando, por iniciativa del Dr. Schlunk, se instala un fondo de libros especializados en Arqueología en dos salas del entonces Instituto de Cultura Alemana.
Fueron alrededor de 1000 volúmenes que el Dr. Schlunk consiguió en Berlín y que hizo enviar a Madrid. Con la capitulación de Alemania en 1945, la biblioteca se cerró y quedó bajo la supervisión aliada, hasta que en 1953 fue devuelta al Estado Alemán. Al día siguiente de la reapertura del Instituto, el 3 de marzo de 1954, se reabrió oficialmente la biblioteca al público en la Calle Serrano, n° 159. En aquel momento tenía un fondo de unos 4.000 volúmenes y actualmente (según inventario de 2008) se ha incrementado hasta alcanzar unos 68.000, siendo con ello una de las mayores y mejores bibliotecas para la investigación de la Arqueología de la península ibérica.

## Lugares de actuación del Instituto Arqueológico Alemán de Madrid
- El municipio romano de Munigua en Villanueva del Río y Minas (Sevilla)
- El yacimiento paleocristiano de "la Losilla" en Añora (Córdoba)